# Metacnephia coloradensis
Metacnephia coloradensis är en tvåvingeart som beskrevs av Peterson och Boris C. Kondratieff 1994. Metacnephia coloradensis ingår i släktet Metacnephia och familjen knott.
Artens utbredningsområde är Colorado. Inga underarter finns listade i Catalogue of Life.